# Bud Acton
Charles R. Acton, detto Bud (Troy, 11 gennaio 1942), è un ex cestista statunitense, professionista nella NBA.